# Jerry Mathers
Gerald Patrick Mathers (Sioux City, 2 de junio de 1948) es un actor estadounidense de cine, teatro y televisión, reconocido principalmente por su papel en la serie de televisión Leave It to Beaver, emitida originalmente entre 1957 y 1963, en la que interpretó al personaje principal de Theodore "Beaver" Cleaver, hijo de June y Ward Cleaver (Barbara Billingsley y Hugh Beaumont, respectivamente) y hermano de Wally Cleaver (Tony Dow).

## Filmografía

### Cine
| Año  | Título                   | Rol               | Notas |
| ---- | ------------------------ | ----------------- | ----- |
| 1952 | Son of Paleface          |                   |       |
| 1954 | Men of the Fighting Lady | Richard Dodson    |       |
| 1954 | This Is My Love          | David Myer        |       |
| 1955 | The Seven Little Foys    | Bryan Lincoln Foy |       |
| 1955 | The Trouble with Harry   | Arnie Rogers      |       |
| 1956 | That Certain Feeling     | Norman Taylor     |       |
| 1956 | Bigger Than Life         | Freddie           |       |
| 1957 | The Shadow on the Window | Petey Atlas       |       |
| 1958 | The Deep Six             | Steve Innes       |       |
| 1994 | The Other Man            | Dun               |       |
| 1998 | Playing Patti            |                   |       |
| 2002 | Better Luck Tomorrow     |                   |       |
| 2005 | Angels with Angles       | Sr. Cohiba        |       |
| 2008 | Will to Power            | Sr. Simpson       |       |

### Televisión
| Año       | Título                                | Rol                       | Notas                                         |
| --------- | ------------------------------------- | ------------------------- | --------------------------------------------- |
| 1952      | The Adventures of Ozzie and Harriet   |                           | Episodio: "Halloween Party"                   |
| 1955      | Lux Video Theatre                     |                           | Episodio: "The Great McGinty"                 |
| 1955      | General Electric Theater              | Tommy                     | Episodio: "Into the Night"                    |
| 1955      | Matinee Theater                       |                           | Episodio: "Santa is no Saint"                 |
| 1956      | Screen Directors Playhouse            | Peter                     | Episodio: "It's a Most Unusual Day"           |
| 1957–1963 | Leave It to Beaver                    | Theodore "Beaver" Cleaver | 234 episodios                                 |
| 1963      | Insight                               |                           | Episodio: "The Boy and the Bomb"              |
| 1968      | Batman                                | Pop                       | Episodio: "The Great Escape"                  |
| 1968      | Lassie                                | Ken Hines                 | Episodio: "Lassie and the 4-H Boys"           |
| 1970      | My Three Sons                         | Joe Lawrie                | Episodio: "Love Thy Neighbor"                 |
| 1978      | Flying High                           | Chuck Wallace             | Episodio: "Fear of Cheesecake"                |
| 1981      | The Girl, the Gold Watch and Dynamite | Henry Thomas Watts        | Telefilme                                     |
| 1983      | Still the Beaver                      | Theodore "Beaver" Cleaver | Telefilme                                     |
| 1983–1989 | The New Leave It to Beaver            | Theodore "Beaver" Cleaver | 101 episodios                                 |
| 1984      | Hardcastle and McCormick              | Cameo                     | 1 episodio                                    |
| 1987      | The Love Boat                         | "Beaver" Cleaver          | Episodio: "Who Killed Maxwell Thorn?"         |
| 1991      | Married... with Children              | Él mismo                  | Episodio: "You Better Shop Around"            |
| 1991      | Parker Lewis Can't Lose               | Theodore Musso            | Episodio: "Jerry: Portrait of a Video Junkie" |
| 1999      | Vengeance Unlimited                   | Lucas Zimmerman           | Episodio: "Friends"                           |
| 1999      | Diagnosis: Murder                     | Lustig                    | Episodio: "Trash TV"                          |
| 2006      | The War at Home                       |                           | Episodio: "Back to School"                    |
| 2008      | Mother Goose Parade                   |                           | Telefilme                                     |